# Fíbula
Se denomina fíbula (palabra proveniente del latín fibula, ‘aguja’) a todo tipo de piezas, metálicas o de hueso, utilizadas en la antigüedad para unir o sujetar alguna de las prendas que componían el vestido, ya que los botones no se desarrollaron hasta muy entrada la Edad Media. Las más comunes tienen una forma parecida a los modernos imperdibles, ocultándose la aguja por debajo de un disco o de una plaqueta arqueada de oro, plata o bronce. En las edades del Bronce y La Téne varían según el momento con diferentes formas: de violín, de ballesta, de espiral, zoomorfas, etc.
Una variante de estas fíbulas se llama hispánica porque solo se encuentra en la península ibérica y es propia del arte ibérico. Se distingue por un aro o anillo sobre el cual monta el referido arco metálico formando con él una sola pieza. Entre las fíbulas griegas, fenicias, celtas, etruscas y romanas que se hallan recogidas en los museos se aprecia una gran variedad de formas y de decoraciones, lo que prueba la gran importancia que daban a este complemento los antiguos para sus trajes. Lo mismo ocurre entre las ibéricas siendo en ellas muy interesante y frecuente la figura del jinete ibérico sustituyendo al arco antes comentado. Esta importancia fue mayor aún entre los bizantinos y sus imitadores (como los visigodos) adornando las fíbulas con perlas y colgantes de vidrio como lo reflejan especialmente los mosaicos de dicha época. 
La palabra latina fibula es el étimo del español hebilla, única pieza del conjunto de la fíbula aun en uso hoy en día.

## Mitología griega
En el mito de Edipo, su padre, Layo, clava una fíbula en los pies de su hijo cuando este es aún un niño, motivo por el cual es llamado "Edipo" (el de los pies hinchados). Posteriormente, él utiliza una fíbula para quedarse ciego.

## Galería

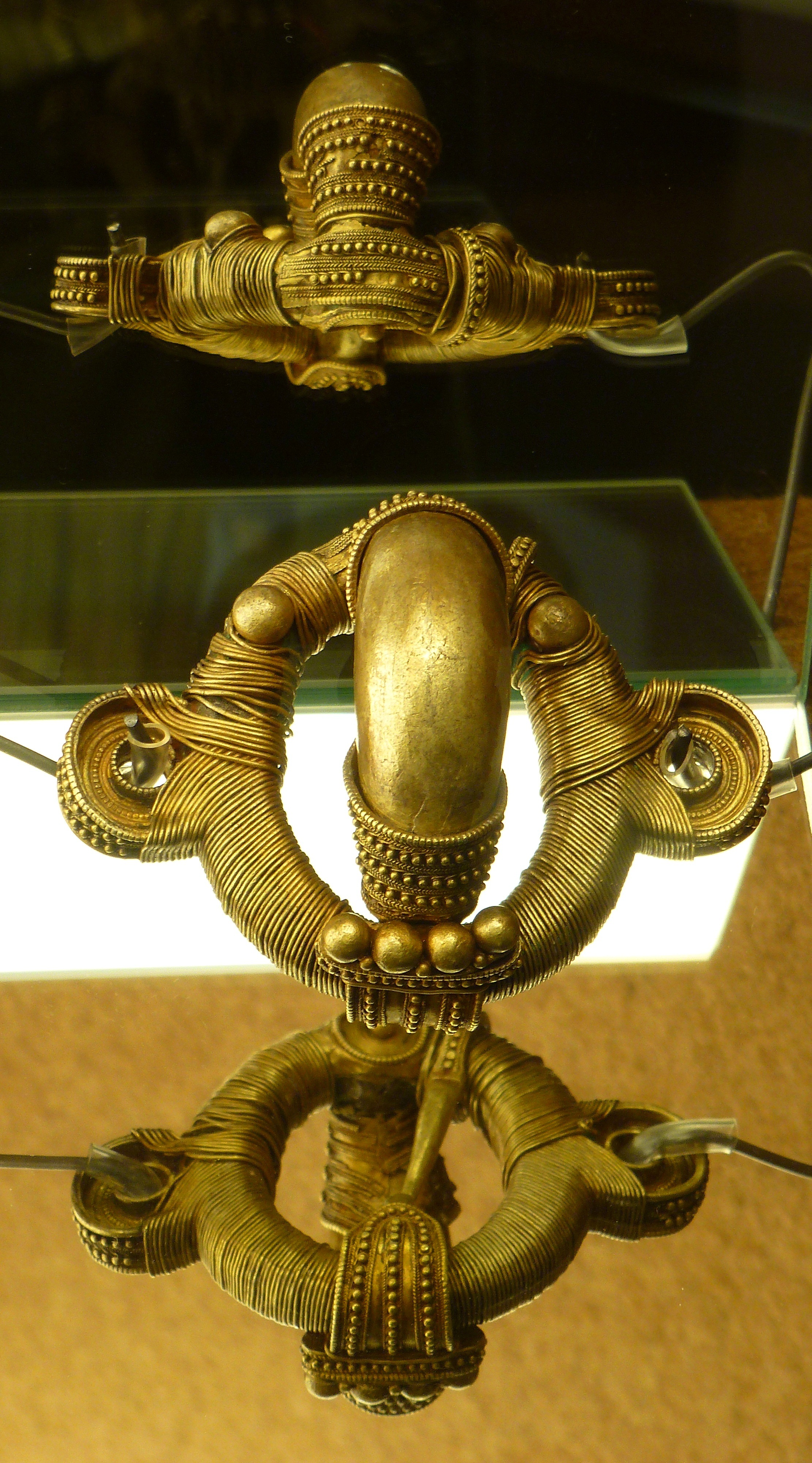
Fíbula anular prerromana perteneciente al primer Tesoro de Arrabalde. Forrada en oro sobre plata y alma probablemente de bronce. Museo de Zamora.
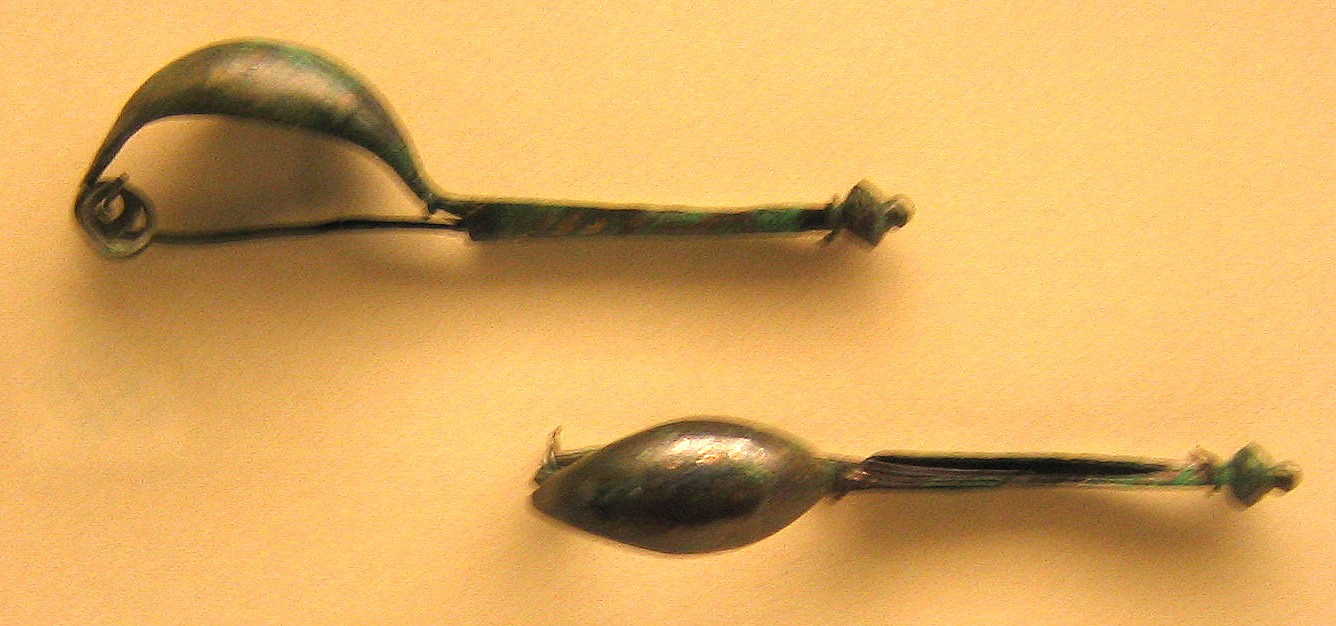
Broches/imperdibles de la Edad de Bronce.
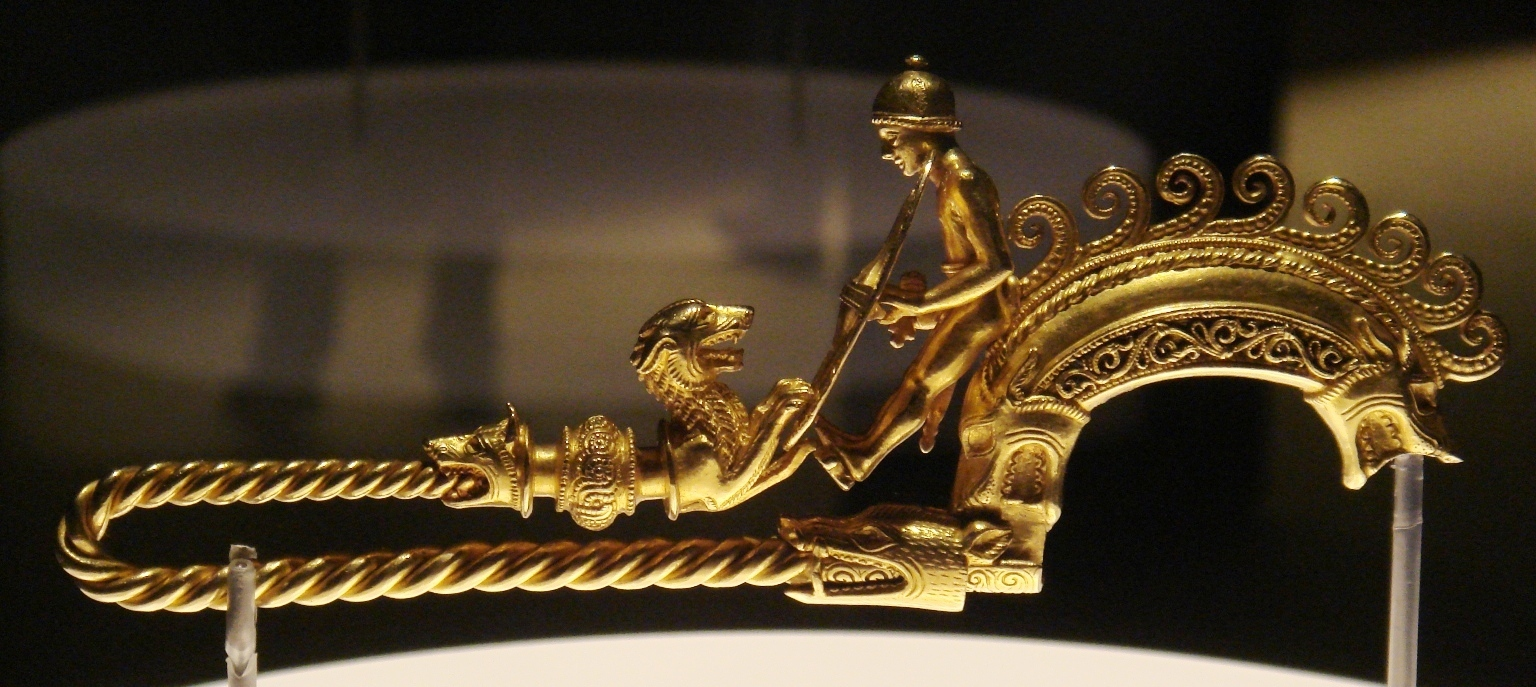
Fíbula de Braganza, arte celta de la península ibérica 250-200 a. C.
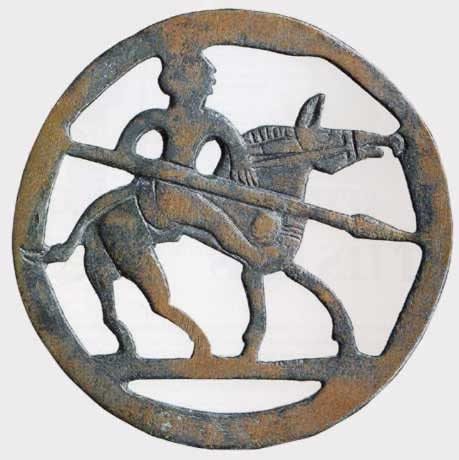
Fíbula germana del siglo VI que representa un guerrero a caballo con lanza.
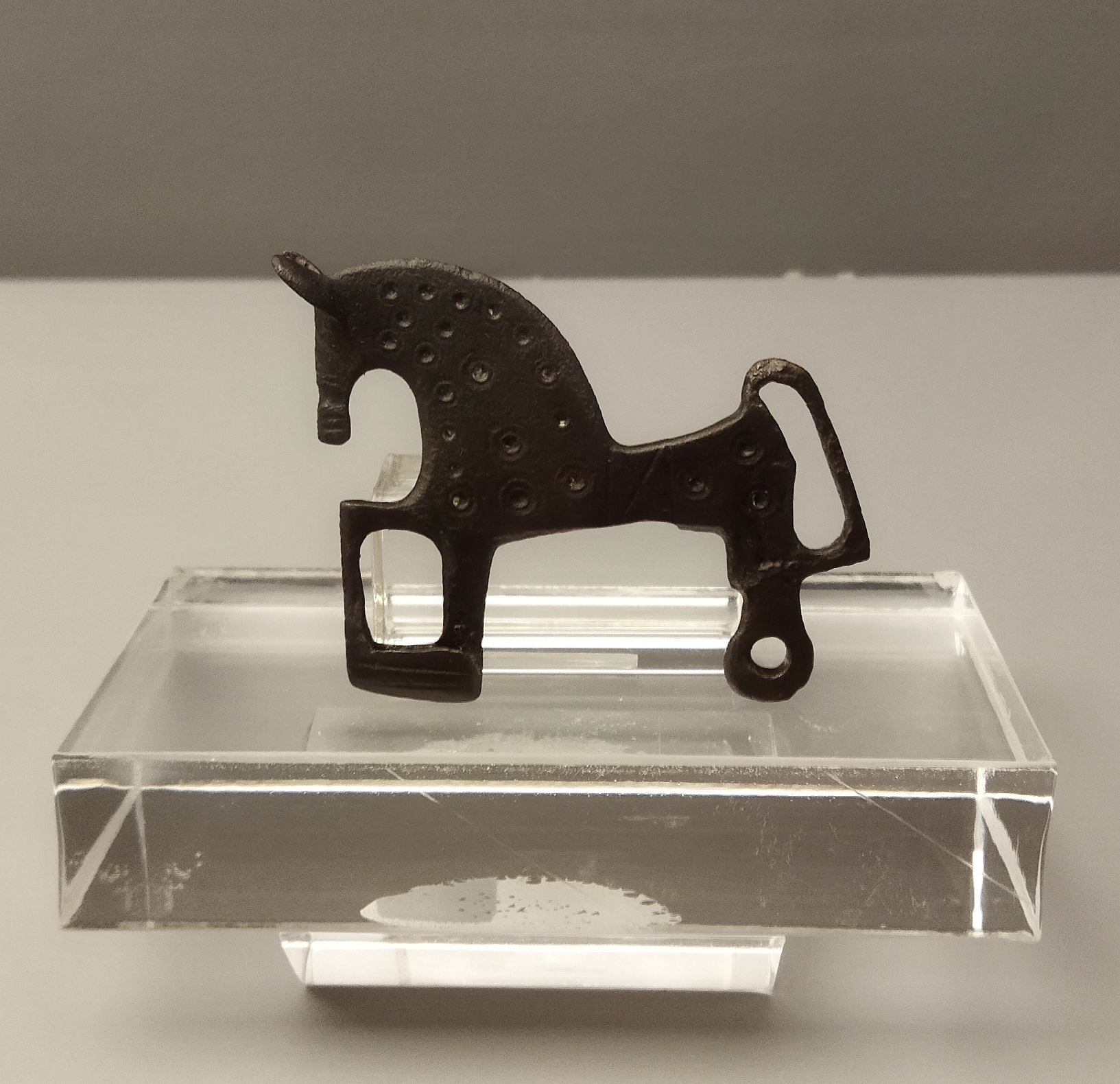
Caballo de Soria en el Museo Numantino.